# ساخرنگ
ساخرنگ (به لهستانی:  Sahryń) یک روستا در لهستان است که در گمینا وربکوویتسه واقع شده‌است.